# Stanisław Dygat

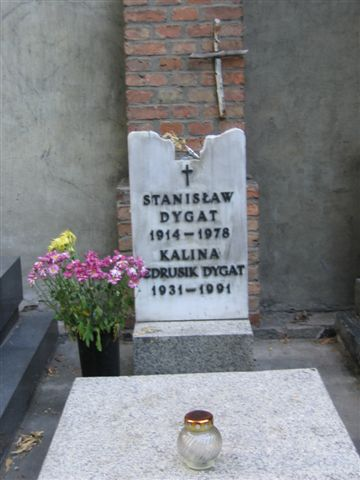
Grab von Stanisław Dygat und Kalina Jędrusik auf dem Powązki-Friedhof

Stanisław Dygat (* 5. Dezember 1914 in Warschau, Russisches Kaiserreich; † 29. Januar 1978 ebenda) war ein polnischer Schriftsteller.

## Leben
Dygat hatte die französische und polnische Staatsangehörigkeit. Er studierte Architektur an der Technischen Universität Warschau in Warschau und Philosophie an der Universität Warschau. 1939 war er als französischer Staatsangehöriger in Konstanz am Bodensee in einem Lager interniert. Diese Erfahrungen fasste er in seinem Debütroman Bodensee 1946 zusammen. Dygat war mit den Schauspielerinnen Władysława Nawrocka und Kalina Jędrusik verheiratet.

## Veröffentlichungen
Er schrieb insgesamt sechs Romane. Außerdem erschienen zahlreiche Kurzgeschichten und Kolumnen.
- Jezioro Bodeńskie. 1946.
- Pożegnania. 1948.
- Disneyland. Państwowy Instytut Wydawniczy, Warschau 1965.
- Dworzec w Monachium. Państwowy Instytut Wydawniczy, Warschau 1973.
- Podróż. 1958.
  - Verwehte Träume: Die große Reise. Übersetzung Vera Cerny. Kiser, Klagenfurt 1978.

Drei von seinen Romanen wurden verfilmt: Pożegnania (1958, Regie: Wojciech Has), Disneyland (1967, Titel: Jowita, Regie: Janusz Morgenstern) und Jezioro Bodeńskie (1986, Regie: Janusz Zaorski).